# Robert Hill (bioquímic)
Robert Hill FRS (New Milverton, Warwickshire, 2 d'abril de 1899 − 15 de març de 1991), conegut també com a Robin Hill, va ser un científic anglès en el camp de la bioquímica que, l'any 1939, demostrà la reacció de Hill en la fotosíntesi provant que l'oxigen evoluciona durat la fase requerent de llum de la fotosíntesi. També va fer contribucions significatives al desenvolupament del Z-scheme de la fotosíntesi oxigènica.
Hill nasqué a New Milverton, un suburbi de Leamington Spa, Warwickshire. S'especialitzà en química i durant la Primera Guerra Mundial serí al departament antigas dels Royal Engineers.
El 1922 s'uní al Departament de Bioquímica de Cambridge on va fer recerques sobre l'hemoglobina. El 1926 començà atreballar amb David Kellin sobre el citocrom c. El 1932 inicià treballs de bioquímica de les plantes, centrant-se en la fotosíntesi i l'evolució de l'oxigen dels cloroplasts que el portà a descobrir la 'reacció de Hill'.
A finals de la dècada de 1950 es concentrà en l'estudi de l'energia de la fotosíntesi i treballant amb Fay Bendall va descobrir el 'Z scheme' del transport d'electrons. Guanyà la Royal Medal el 1963, i la Copley Medal el 1987.
En els seus darrers anys Hill treballà en l'aplicació de la segona llei de la termodinàmica a la fotosíntesi.
Era un expert en tints naturals i amb extrets per ell mateix, pintava aquarel·les. A la dècada de 1920 va desenvolupar una càmara d'ull de peix i la va fer servir per obtenir imatges estereoscòpiques del cel amb els núvols en tres dimensions.
El Robert Hill Institute de la Universitat de Sheffield, porta aquest nom en el seu honor.

## Publicacions clau
- Hill, R., 1937. Oxygen evolution by isolated chloroplasts. Nature 139 S. 881-882
- Hill, R. 1939. Oxygen produced by isolated chloroplasts. Proc R SocLondon Ser B 127: 192–210
- Hill, R. and Whittingham, C.P. 1953. Photosynthesis. Methuen, London
- Hill, R. and Bendall, F. 1960. Function of the 2 cytochrome components in chloroplasts- working hypothesis. Nature 186 (4719): 136-137 1960